# Calze de donya Urraca
El Calze de donya Urraca és una peça d'orfebreria romànica donada a la infanta lleonesa Urraca de Zamora (1033 - 1101), Senyora de Zamora i filla del rei Ferran I de Lleó. Tal com el coneixem, es remunta a la segona meitat del segle xi. En l'actualitat es guarda al museu de la Basílica de San Isidoro a Lleó. En paraules de l'arqueòleg espanyol Manuel Gómez-Moreno es tracta d'una […] peça excepcional, única més aviat.

## Descripció
El calze es compon de dues copes o bols molt antics; el copó pròpiament dit i un altre que li serveix de peanya, de procedència greco-romana anterior al cristianisme, fets en pedra de ònix. Els dos bols presenten alguns esvorancs que ja s'havien produït amb anterioritat a la formació del calze. Es desconeix l'origen d'aquestes dues copes, la seva història i avatars, així com la decisió de donya Urraca de lliurar als orfebres objectes que materialment no tenien gran valor. S'especula sobre una possible consagració d'aquestes dues peces al culte litúrgic, feta potser per algun venerable personatge de l'Església cristiana primitiva, però no existeixen documents ni testimonis escrits sobre aquest tema. El cas és que els orfebres de Lleó van fer un treball artístic excepcional, convertint el que en el seu dia va ser objecte pagà en un calze digne d'admiració.
Les peces d'ònix estan recobertes d'or a la copa, nus i peanya, deixant al descobert part de la copa i gairebé tota la peanya. L'interior de la copa també està revestit d'or. Aquest metall està treballat amb gran delicadesa en filigranes que formen dibuixos, arquets, espirals i petits caragols. En els buits es van incrustar perles, maragdes, ametistes i safirs. Hi ha també incrustat un mascaró fet de vidre imitant un camafeu, que és posterior a l'obra de la composició del calze. A la peanya i abans del nus hi ha una inscripció que diu:
IN NOMINI DOMINI VRRACA FREDINANDI
La funcionalitat de la peça és el caràcter religiós i votiu propi de l'època romànica.

## Possible Sant Greal
L'historiador Gustavo Turienzo Veiga va trobar a la Biblioteca Nacional del Caire uns documents medievals que donen suport a la teoria que el calze és el Sant Greal. Aquests procedien de la Universitat d'Al-Azhar.
El primer text traduït per Turienzo era d'un escriptor musulmà famós per les seves biografies de savis: Abul l-Hasan Ali ibn al-Qifti. Deia que la copa adorada pels cristians per haver pertangut al Messies havia estat enviada a l'emir de Dàniyya, Alí ibn Mujàhid Iqbal-ad-Dawla. L'emir de Dàniyya havia enviat un vaixell amb aliments al sultà fatimí Al-Mustànsir perquè Egipte superés una fam. En agraïment, l'imam Al-Mustànsir va enviar un vaixell carregat de tresors, entre ells la copa, a l'emir de Dàniyya. En el text es diu que la intenció de l'emir de Dàniyya era enviar la copa a Ferran I de Lleó, per enfortir la seva amistat amb ell.
En un segon text es parla que el cap de l'expedició a Dénia va ser Bani-l-Aswad. En aquesta expedició el primer dels seus homes s'hauria desprès amb una gumia un tros de la copa. Aquest resquill hauria estat enviat a Saladí i hauria estat utilitzat per curar la seva filla posant-li el tros de pedra sobre el cos.
Segons els historiadors José Miguel Ortega del Rio i Margarita Torres Sevilla, la copa apareix citada en la crònica de Lluc, bisbe de Tuy, al segle xiii, en l'obra Viatges de l'humanista del segle xvi Ambrosio de Morales i en la vida de sant Isidor de Sevilla redactada per Fra Tomàs Granda i el pare José Manzano al segle xVIII.
L'any 2010 la copa va ser desmuntada per a la realització d'una rèplica i va poder apreciar-se que li faltava un resquill, la qual cosa encaixa amb la teoria que aquesta va ser enviada a Saladí.